# Courgenard
Courgenard és un municipi francès situat al departament del Sarthe i a la regió de País del Loira. L'any 2007 tenia 462 habitants.

## Demografia

### Població
El 2007 la població de fet de Courgenard era de 462 persones. Hi havia 180 famílies de les quals 28 eren unipersonals (16 homes vivint sols i 12 dones vivint soles), 72 parelles sense fills, 68 parelles amb fills i 12 famílies monoparentals amb fills.
La població ha evolucionat segons el següent gràfic:
Habitants censats

### Habitatges
El 2007 hi havia 224 habitatges, 181 eren l'habitatge principal de la família, 22 eren segones residències i 21 estaven desocupats. 221 eren cases i 1 era un apartament. Dels 181 habitatges principals, 152 estaven ocupats pels seus propietaris, 26 estaven llogats i ocupats pels llogaters i 3 estaven cedits a títol gratuït; 12 tenien dues cambres, 41 en tenien tres, 51 en tenien quatre i 76 en tenien cinc o més. 144 habitatges disposaven pel capbaix d'una plaça de pàrquing. A 65 habitatges hi havia un automòbil i a 96 n'hi havia dos o més.

### Piràmide de població
La piràmide de població per edats i sexe el 2009 era:
| Homes | Edats   | Dones |
| ----- | ------- | ----- |
| 0     | 95 o +  | 0     |
| 0     | 90 a 94 | 0     |
| 0     | 85 a 89 | 4     |
| 4     | 80 a 84 | 0     |
| 8     | 75 a 79 | 0     |
| 8     | 70 a 74 | 20    |
| 16    | 65 a 69 | 12    |
| 12    | 60 a 64 | 8     |
| 12    | 55 a 59 | 8     |
| 16    | 50 a 54 | 20    |
| 44    | 45 a 49 | 40    |
| 8     | 40 a 44 | 12    |
| 12    | 35 a 39 | 16    |
| 4     | 30 a 34 | 8     |
| 20    | 25 a 29 | 12    |
| 20    | 20 a 24 | 8     |
| 16    | 15 a 19 | 12    |
| 16    | 10 a 14 | 12    |
| 16    | 5 a 9   | 28    |
| 12    | 0 a 4   | 0     |

## Economia
El 2007 la població en edat de treballar era de 292 persones, 226 eren actives i 66 eren inactives. De les 226 persones actives 210 estaven ocupades (111 homes i 99 dones) i 16 estaven aturades (4 homes i 12 dones). De les 66 persones inactives 28 estaven jubilades, 28 estaven estudiant i 10 estaven classificades com a «altres inactius».

### Ingressos
El 2009 a Courgenard hi havia 180 unitats fiscals que integraven 482 persones, la mediana anual d'ingressos fiscals per persona era de 16.477 €.

### Activitats econòmiques
Dels 13 establiments que hi havia el 2007, 1 era d'una empresa alimentària, 1 d'una empresa de fabricació d'altres productes industrials, 3 d'empreses de construcció, 1 d'una empresa de comerç i reparació d'automòbils, 1 d'una empresa de transport, 2 d'empreses d'hostatgeria i restauració i 4 d'empreses de serveis.
Dels 4 establiments de servei als particulars que hi havia el 2009, 1 era un taller de reparació d'automòbils i de material agrícola, 1 paleta, 1 fusteria i 1 restaurant.
L'any 2000 a Courgenard hi havia 18 explotacions agrícoles que ocupaven un total de 640 hectàrees.

## Equipaments sanitaris i escolars
El 2009 hi havia una escola elemental integrada dins d'un grup escolar amb les comunes properes formant una escola dispersa.

## Poblacions més properes
El següent diagrama mostra les poblacions més properes.